# Юбилейный (Краснодарский край)
Юбиле́йный — посёлок в Темрюкском районе Краснодарского края.
Входит в состав Фонталовского сельского поселения.

## География

### Улицы
| - ул. Береговая, - ул. Давыдова, - ул. Зелёная, - ул. Красная, | - ул. Ленина, - ул. Мира, - ул. Носова, - ул. Садовая, | - ул. Солнечная, - ул. Черноморская, - ул. Юбилейная. |

## Население
| 2002 | 2010  |
| ---- | ----- |
| 1196 | ↗1422 |

## История
Поселок был образован на основании постановления № 202-Р Совета Министров РСФСР в честь 100-летия со дня рождения В. И. Ленина. Тогда же образовался совхоз «Прогресс», позже переименованный в «Юбилейный».
Летом 1970 года в Юбилейном началось строительство первого дома. Уже к концу года стала вырисовываться целая улица. В это же время на площади 115 га земли были заложены виноградники. Выращивали, в основном, винные сорта винограда. Постепенно поселок разрастался. Появились детский сад, магазин, почта, медпункт, который возглавила Нина Чернова. Она возглавляет его и сейчас.
Вскоре в поселке заложили сад и парк на берегу Таманского залива. В 1973 году в Юбилейном был построен восемнадцатиквартирный дом. Местные жители, для которых такое большое здание было необычным, прозвали его «муравейником». Настоящей радостью для селян стало открытие школы и летнего кинотеатра. Для демонстрации фильмов сюда было завезено японское оборудование. А ещё через два года в эксплуатацию ввели клуб, где стали проводить праздничные мероприятия.